# Етика аргументації
Е́тика аргумента́ції — запропонований доказ праволібертаріанської етики приватної власності, розробленої в 1988 році Гансом-Германом Гоппе, почесним професором Університету Невади в Лас-Веґасі, коледжем бізнесу в Лас-Веґасі та старшим науковим співробітником Інституту Людвіга фон Мізеса. Відповіді в основному надійшли від колег Гоппе з Інституту Мізеса, серед яких сприйняття аргументів було неоднозначним.
Етика аргументації має на меті довести, що дискусії проти праволібертаріанської інтерпретації власності (яка поширює концепцію на контроль над приватною власністю як частиною себе) не є логічно послідовною. Гоппе стверджує, що якщо аргументація праксеологічно передбачає норму, згідно з якою як оратору, так і слухачеві дозволяється здійснювати виключний контроль над своїми фізичними тілами задля врегулювання розбіжностей або вирішення конфлікту з приводу недостатньої кількості доказів, з цього випливає, що пропозиції, висунуті під час такої аргументації не можуть суперечити цій нормі, не потрапивши в (діалектичну) перформативну суперечність між своїми вчинками та словами. Таким чином, Гоппе підсумовує, що, попри можливі порушення приватної власності, це не може бути доведено. Хоча  етика аргументації насправді є метаетикою, Гоппе не визначив цей термін.

## Основа
Гоппе стверджує, що в ідеї його теорія є неоціночним праксеологічним доказом лібертаріанської етики. Етика аргументації стверджує, що визнання своєї власності є базою кожного аргументу, і тому її не можна заперечувати. Етика аргументації спирається на ідеї дискурсної етики Юрґена Габермаса та Карла Отто Апеля, мізесіанської праксеології та політичної філософії Мюррея Ротбарда.
Гоппе спочатку зазначає, що коли дві сторони конфліктують між собою, вони можуть врешті-решт вирішити конфлікт одним із двох засобів: насильством або дискусією. У випадку, якщо вони вибирають останній варіант, Гоппе стверджує, що сторони, мабуть, відкинули насильство як спосіб вирішення конфлікту. Тобто обидва учасники погоджуються, що кожен з них повинен здійснювати виключний контроль над частинами свого тіла, щоб доводити та сприймати аргументи. Тому він вирішує, що ненасильство є однією з основних норм (Базова норма) обґрунтованої дискусії, яку сприймають обидва учасники.
Гоппе стверджує, що оскільки обидві сторони висувають пропозиції під час такої дискусії, і оскільки їхні докази повинні передбачати певні норми (які він визначає, ненасильство серед них), то зміст пропозицій не може заперечити ці передбачувані положення. Зробити це — перформативна суперечність між своїми вчинками та своїми словами.

## Виведення етики приватної власності з презумпцій аргументації
Етика аргументації має на меті показати, що приватна власність (у певному формулюванні) випливає з презумпцій аргументації, і тому її не можна заперечувати.
Окрім відхилення пропозицій, що закликають до насильства як засобу вирішення конфлікту, Гоппе також стверджує, що лише універсальні норми узгоджуються з такою значущою аргументацією, оскільки, за його словами, довільні незаперечні відмінності не мають міжусобного обґрунтування, що також повинні бути припущенням такої аргументації. Гоппе також стверджує, що оскільки аргументація вимагає активного використання власного тіла, усі універсальні норми вирішення конфліктів щодо людського тіла, крім власності, несумісні з доведенням, оскільки вони не дозволяють самостійно рухатися. Потім він каже, що оскільки врегулювання конфліктів щодо зовнішніх ресурсів також повинно бути об'єктивно виправданим, лише фізичне встановлення об'єктивного зв'язку шляхом первобутнього присвоєння(тобто принципу гомстеду) є нормою, сумісною з такою вимогою. З них Гоппе робить висновок, що лише етика приватної власності може бути виправдана в суперечці без невідповідностей.

## Покарання та самозахист
Посилаючись на правову доктрину естопеля, теорія Стефана Кінселли "Діалогічний Естопель" розширює етику аргументації, розглядаючи суперечку між жертвою та агресором. Кінселла стверджує, що агресор не може уникати пропорційного покарання за акт агресії проти жертви або її представників, оскільки вчинивши агресію, злочинець погоджується на те, що застосування сили є законним, і, отже, його згода, заснована на праві не зазнавати фізичних збитків, суперечить його агресивній легітимації сили, тобто він "утримується" від відмови згоди.
Різні відповіді на аргументи Гоппе надходили від науковців Інституту Мізеса. Деякі з них прийняли його ідеї, серед них адвокат С. Кінселла та економісти Волтер Блок і Мюррей Ротбард, які назвали його докази «яскравим проривом для політичної філософії загалом і для лібертаріанства зокрема», додавши «йому вдалося перевершити поділи на те, що є і має бути, факту і цінності, які наявні у філософії з часів схоластики...»
Економісти Інституту Мізеса Боб Мерфі та Джин Каллахан відкинули ідеї Гоппе. Покійний австрійський економіст Давід Остерфельд, ад'ютант-науковий співробітник Інституту Мізеса, також не прийняв ідеї Гоппе в есе, на яке згодом відповів Гоппе. З того часу Вальтер Блок захищав Гоппе і Маріан Еабрасу спростовувала критику.
Старший науковий співробітник Інституту Людвіга фон Мізеса та філософ Убернського університету Родерік Лонг реконструював аргумент у формі дедуктивно дійсного, вказавши чотири передумови, від істинності яких залежить обґрунтованість аргументу. Лонг продовжує стверджувати, що кожна передумова є або невизначеною, сумнівною або явно хибною. Він узагальнює свої погляди, заявляючи:
Я не думаю, що є будь-яка причина відкидати з-під уваги той аргумент, який намагається навести Гоппе; навпаки, думка про те, що між лібертаріанськими правами та вимогами раціонального дискурсу може існувати якийсь глибокий зв’язок, я вважаю привабливим та надзвичайно правдоподібним. [...] Але я не впевнений, що конкретний аргумент, який дає нам Гоппе, є вдалим.

У докторській дисертації, присвяченій політичній філософії кількох австрійських економістів, теоретик дійшов висновку, що Гоппе не навів жодних нециклічних причин, чому ми «повинні розглядати моральні цінності як щось, що натомість має розглядатися як встановлене за допомогою (консенсусного) аргументу. "простих" суб'єктивних уподобань до ситуацій, що склалися певним чином». Іншими словами, теорія спирається на «існування певних чуттів, прийняття яких само по собі не може бути результатом "неоціночного" міркування». Основні лібертаріанські філософи відкидають аргументи Гоппе. Джейсон Бреннан стверджує:
Задля аргументу, від імені Хоппе, кажучи: «Я пропоную таке-то», я беру певні права на себе. Я вважаю, що маю якесь право сказати: «Я пропоную таке-то». Я також вважаю, що ти маєш якесь право контролювати власний розум і тіло, контролювати те, у що ти віриш. (Nota bene: Я не думаю, що Гоппе може навіть зайти так далеко, але я дозволяю йому це заради дискусії.). Все, що мені потрібно, щоб уникнути перформативної сперечки, це те, щоб я мав право на свободу сказати: «Я пропоную таке-то і таке-то». Мені не потрібно передбачати, що я маю право претензії сказати: «Я пропоную таке-то». Натомість щонайбільше, я припускаю, що мені допустимо сказати: «Я пропоную таке-то». Я також принаймні припускаю, що ви маєте право на свободу вірити в те, що я кажу. Мені не потрібно припускати, що ви маєте право претендувати на те, щоб вірити тому, що я кажу. Однак лібертаріанська теорія власності складається з прав вимог... Аргумент Гоппе незаконно пов'язує право на свободу з правом вимоги, і тому не вдається.

## Дивитися також
- Анархо-капіталізм
- Австрійська школа
- Аргументація
- Категоричний імператив
- Принцип ненападу
- Праве лібертаріанство
- Волюнтаризм